# Zeuzeropecten lactescens
Zeuzeropecten lactescens är en fjärilsart som beskrevs av M.Gaede 1929. Zeuzeropecten lactescens ingår i släktet Zeuzeropecten och familjen träfjärilar. Inga underarter finns listade i Catalogue of Life.